# Любовь к собакам обязательна
«Любо́вь к соба́кам обяза́тельна» (англ. Must Love Dogs) — романтическая комедия режиссёра Гэри Дэвида Голдберга. В главных ролях задействованы Дайан Лэйн и Джон Кьюсак. Экранизация одноимённого романа Клэр Кук.

## Сюжет
40-летняя учительница Сара Нолан (Дайан Лэйн) с недавних пор в разводе и больше не хочет заводить каких-либо отношений. Джейк Андерсон (Джон Кьюсак) в той же ситуации. После развода его адвокат Чарли (Бен Шенкман) пытается восстановить отношения супругов, но Джейк категорически отказывается. Сестра Сары — Кэрол (Элизабет Перкинс), регистрирует её в социальной сети для знакомств по интернету и в описании идеального мужчины добавляет: «Любовь к собакам обязательна»…

## В ролях
| Актёр             | Роль           |
| ----------------- | -------------- |
| Дайан Лэйн        | Сара Нолан     |
| Джон Кьюсак       | Джейк Андерсон |
| Дермот Малруни    | Боб            |
| Элизабет Перкинс  | Кэрол Нолан    |
| Брэд Уильям Хэнке | Лео            |
| Стокард Чэннинг   | Долли          |
| Кристофер Пламмер | Билл Нолан     |
| Колин Игглсфилд   | Дэвид          |
| Гленн Хоуэртон    | Майкл          |
| Бен Шенкман       | Чарли          |